# Saulny
Saulny là một xã trong vùng Grand Est, thuộc tỉnh Moselle, quận Metz-Campagne, tổng Marange-Silvange. Tọa độ địa lý của xã là 49° 09' vĩ độ bắc, 06° 06' kinh độ đông. Saulny nằm trên độ cao trung bình là 300 mét trên mực nước biển, có điểm thấp nhất là 185 mét và điểm cao nhất là 377 mét. Xã có diện tích 9,79 km², dân số vào thời điểm 2004 là 1376 người; mật độ dân số là 140,4 người/km².

## Thông tin nhân khẩu
| 1962 | 1968 | 1975 | 1982 | 1990  | 1999  |
| ---- | ---- | ---- | ---- | ----- | ----- |
| 427  | 645  | 767  | 904  | 1 126 | 1 167 |